# Sutherland's Law
Sutherland's Law è una serie televisiva britannica in 46 episodi trasmessi per la prima volta nel corso di 5 stagioni dal 1973 al 1976.
È una serie drammatica incentrata sulle vicende di John Sutherland, un procuratore fiscale della cittadina scozzese di Glendoran che indaga su vari casi e frodi di natura fiscale presentandoli poi alla corte distrettuale di zona. La serie è originata dall'episodio Sutherland's Law della serie antologica Drama Playhouse (1969-1972).

## Personaggi e interpreti
- John Sutherland (46 episodi, 1973-1976), interpretato da Iain Cuthbertson.
- David Drummond (13 episodi, 1973-1976), interpretato da Martin Cochrane.
- Ispettore Menzies (12 episodi, 1973-1976), interpretato da Victor Carin.
- Dottoressa Judith Roberts (11 episodi, 1974-1976), interpretata da Edith MacArthur.
- Helen Matheson (10 episodi, 1975-1976), interpretata da Virginia Stark.
- Christine Russell (9 episodi, 1973), interpretata da Maev Alexander.
- Sceriffo Derwent (9 episodi, 1973-1976), interpretato da Moultrie Kelsall.
- Sceriffo Clerk (9 episodi, 1973-1976), interpretato da Xanthi Gardner.
- Alec Duthie (8 episodi, 1973), interpretato da Gareth Thomas.
- PC Ross (8 episodi, 1973-1976), interpretato da Bill Denniston.
- Sergente McKechnie (7 episodi, 1973), interpretato da Don McKillop.
- Kate Cameron (7 episodi, 1976), interpretata da Sarah Collier.
- Cairns (7 episodi, 1974-1976), interpretato da Adam Urquhart.
- PC Meregnie (6 episodi, 1973-1975), interpretato da Jack McKenzie.
- Sergente Fowlis (5 episodi, 1976), interpretato da Ken Drury.
- Mary Lauder (5 episodi, 1973-1976), interpretata da Mary Ann Reid.
- Professor Gilmore (5 episodi, 1973-1975), interpretato da E.J.P. Mace.
- Cameron (4 episodi, 1973-1976), interpretato da Arthur Boland.
- Fergie McVicar (4 episodi, 1973-1975), interpretato da Gerry Slevin.
- Campbell (4 episodi, 1974-1976), interpretato da Brown Derby.
- Detective Ispettore Chisholm (4 episodi, 1974-1975), interpretato da Ian Halliburton.

## Produzione
La serie, ideata da Lindsay Galloway, fu prodotta da British Broadcasting Corporation e girata ad Oban, Argyll.

### Registi
Tra i registi sono accreditati:
- Paul Ciappessoni in 5 episodi (1973-1976)
- Martyn Friend in 4 episodi (1974-1975)
- Brian Farnham in 3 episodi (1973)
- Raymond Menmuir in 3 episodi (1975)
- Geraint Morris in 2 episodi (1973)
- George Spenton-Foster in 2 episodi (1973)
- Pennant Roberts in 2 episodi (1974)
- Michael E. Briant in 2 episodi (1975)
- Don Leaver in 2 episodi (1975)
- Ben Rea in 2 episodi (1975)
- Jonathan Alwyn in 2 episodi (1976)
- John Bruce in 2 episodi (1976)
- Roger Tucker in 2 episodi (1976)

### Sceneggiatori
Tra gli sceneggiatori sono accreditati:
- Lindsay Galloway in 46 episodi (1973-1976)
- Jack Gerson in 7 episodi (1973-1976)
- Robert Banks Stewart in 4 episodi (1975-1976)
- Tom Wright in 2 episodi (1973-1975)
- Ian Curteis
- Nick McCarty

## Distribuzione
La serie fu trasmessa nel Regno Unito dal 6 giugno 1973 al 31 agosto 1976 sulla rete televisiva BBC One. È stata distribuita anche nei Paesi Bassi dal 29 giugno 1976 con il titolo John Sutherland grijpt in.

## Episodi
| Stagione         | Episodi | Prima TV Regno Unito |
| ---------------- | ------- | -------------------- |
| Prima stagione   | 13      | 1973                 |
| Seconda stagione | 8       | 1974                 |
| Terza stagione   | 5       | 1974                 |
| Quarta stagione  | 12      | 1975                 |
| Quinta stagione  | 8       | 1364                 |